# نورت‌وست هاربور (نیویورک)
نورت‌وست هاربور (به انگلیسی: Northwest Harbor) یک منطقهٔ مسکونی در ایالات متحده آمریکا است که در شهرستان سافک، نیویورک واقع شده‌است. نورت‌وست هاربور ۴۱٫۷ کیلومتر مربع مساحت و ۳٬۳۱۷ نفر جمعیت دارد و ۲۴ متر بالاتر از سطح دریا واقع شده‌است.